# Squalus grahami
 Squalus grahami  — вид рода колючих акул семейства катрановых акул отряда катранообразных. Обитает в юго-западной части Тихого океана. Встречается на глубине до 504 м. Максимальный зарегистрированный размер 71,1 см. Размножается яйцеживорождением. Не является объектом коммерческого промысла.

## Ареал
Squalus grahami  обитают в юго-западной части Тихого океана у северо-восточного побережья Австралии (Новый Южный Уэльс, Квинсленд). Эти акулы встречаются на глубине от 148 до 504 м. Вид назван в честь Кена Грэхема, известного ихтиолога Департамента добывающей промышленности Нового Южного Уэльса.

## Описание
Максимальный зарегистрированный размер составляет 71,1 см. Тело удлинённое, его высота составляет 10,1—12,6 % от длины тела. Рыло длинное и узкое. Кожные складки, обрамляющие ноздри, слегка раздвоены. Расстояние от кончика рыла до рта в 1,54—1,77 раз меньше ширины рта. Крупные овальные глаза вытянуты по горизонтали. Позади глаз имеются брызгальца.  У основания спинных плавников расположены длинные шипы. Первый спинной плавник крупнее второго, он имеет прямой постав, его высота достигает 6,3—7,2 % длины тела. Расстояние от кончика рыла до первого спинного плавника составляет 28,9—31,3 %, а до второго — 60,2—62,7 %. Дистанция между спинными плавниками равна 22,3—24,7 % длины тела. Спинные плавники маленькие, поставлены под углом. Шип у основания первого спинного плавника короткий и тонкий. Грудные плавники у взрослых акул имеют слегка серповидную форму. Длина внешнего края грудных плавников невелика и составляет 7,1—7,8 % длины тела. Хвостовой плавник асимметричный, выемка у края более длинной верхней лопасти отсутствует. Количество позвонков осевого скелета составляет от 105 до 116. Окраска серо-стального цвета, брюхо светлее. Кончики спинных плавников имеют тёмную окантовку. На верхней лопасти хвостового плавника имеется тёмная отметина или полосы.

## Биология
Эти акулы размножаются яйцеживорождением. В помёте от 3 до 5 новорожденных длиной около 22 см. Самцы и самки достигают половой зрелости при длине 52 см и 63 см соответственно.

## Взаимодействие с человеком
Вид не представляет опасности для человека. В незначительном количестве попадается при глубоководном рыбном промысле. Международный союз охраны природы присвоил этому виду статус сохранности «Близкий к уязвимому положению». 